# Shengpu (köpinghuvudort i Kina, Jiangsu Sheng, lat 31,31, long 120,82)
Shengpu (kinesiska: 胜浦, 胜浦镇) är en köpinghuvudort i Kina. Den ligger i provinsen Jiangsu, i den östra delen av landet, omkring 210 kilometer sydost om provinshuvudstaden Nanjing. Antalet invånare är 62 739. Befolkningen består av 29 104 kvinnor och 33 635 män. Barn under 15 år utgör 8,0 %, vuxna 15-64 år 85 %, och äldre över 65 år 5,0 %.
Runt Shengpu är det tätbefolkat, med 947 invånare per kvadratkilometer. Närmaste större samhälle är Loufeng, 15,1 km väster om Shengpu. Trakten runt Shengpu består till största delen av jordbruksmark.
Genomsnittlig årsnederbörd är 1 661 millimeter. Den regnigaste månaden är juni, med i genomsnitt 221 mm nederbörd, och den torraste är december, med 59 mm nederbörd.